# Diggy Liggy Lo
"Diggy Liggy Lo" är en sång ursprungligen inspelad Rusty & Doug, som 1961 nådde 14:e plats med sin version på Billboards lista Hot Country Singles. Doug Kershaw, medlem i samma duo, spelade 1969 in sången för sin solokarriär, och nådde 70:e plats på samma lista. Den toppade också RPM:s countrylista.

## Listplaceringar

### Rusty & Dougs version
| Lista (1961)                       | Topplacering |
| ---------------------------------- | ------------ |
| USA, Billboard Hot Country Singles | 14           |

### Doug Kershaws version
| Lista (1969)               | Topplacering |
| -------------------------- | ------------ |
| USA, Hot Country Singles   | 70           |
| Kanada, RPM Country Tracks | 1            |

## Andra inspelningar
- Buck Owens, On the Bandstand (1963)[3]
- Nitty Gritty Dirt Band, All the Good Times (1972)[3]
- Commander Cody and His Lost Planet Airmen, Hot Licks, Cold Steel & Truckers Favorites (1972)[3]
- Teddy Nelson på duettalbumet, Diggy Liggy, 1976, samt som duett med Skeeter Davis 1991 på albumet You Were Made for Me.
- Kikki Danielsson, Kikki (1982)[4]
- Mark O'Connor, Heroes (1993)[3]

### Fotnoter
1. 1 2  [Diggy Liggy Lo på Allmusic (engelska) ”Doug Kershaw singles”]. Allmusic. Diggy Liggy Lo på Allmusic (engelska). Läst 30 mars 2011.
2. ↑  ”RPM Country Singles for December 20, 1969”. RPM. Arkiverad från originalet den 22 oktober 2012. https://web.archive.org/web/20121022050243/http://www.collectionscanada.gc.ca/rpm/028020-119.01-e.php?brws_s=1&file_num=nlc008388.6126&type=1&interval=24&PHPSESSID=e4mhoj3bt7js4v8e1q5vpva4m6. Läst 30 mars 2011.
3. 1 2 3 4  ”Diggy Liggy Lo”. Allmusic. http://www.allmusic.com/song/diggy-liggy-lo-mt0006288002. Läst 30 mars 2011.
4. ↑  ”Kikki”. Svensk mediedatabas. 2 mars 1982. http://smdb.kb.se/catalog/id/001886135. Läst 24 mars 2014.